# Malinová (okres Prievidza)
Malinová (německy Zeche, maďarsky Csék) je obec na Slovensku v okrese Prievidza v Trenčínském kraji.

## Historie
První písemná zmínka o obci pochází z roku 1339. Během SNP antifašisté německé národnosti z obce vytvořili oddíl Thälmann, který byl součástí Hornonitranské partizánské brigády.

## Geografie
Obec leží v nadmořské výšce 342 metrů a rozkládá se na ploše 13,1 km². Žije zde 972 obyvatel.

## Vývoj jména vesnice
Vesnice Malinová měla mnoho různých jmen:
- 1339 Chach
- 1437 Cheche
- 1464 Czecza/Posega
- 1485 Czecha/Pozega
- 1486, 1488, 1490 Czecze, Zech
- 1489 Chech
- 1571–1573 Czek
- 1927–1948 Czach, od 1938 také Zeche
- od 1948 Malinová